# 岐阜県立岐阜商業高等学校

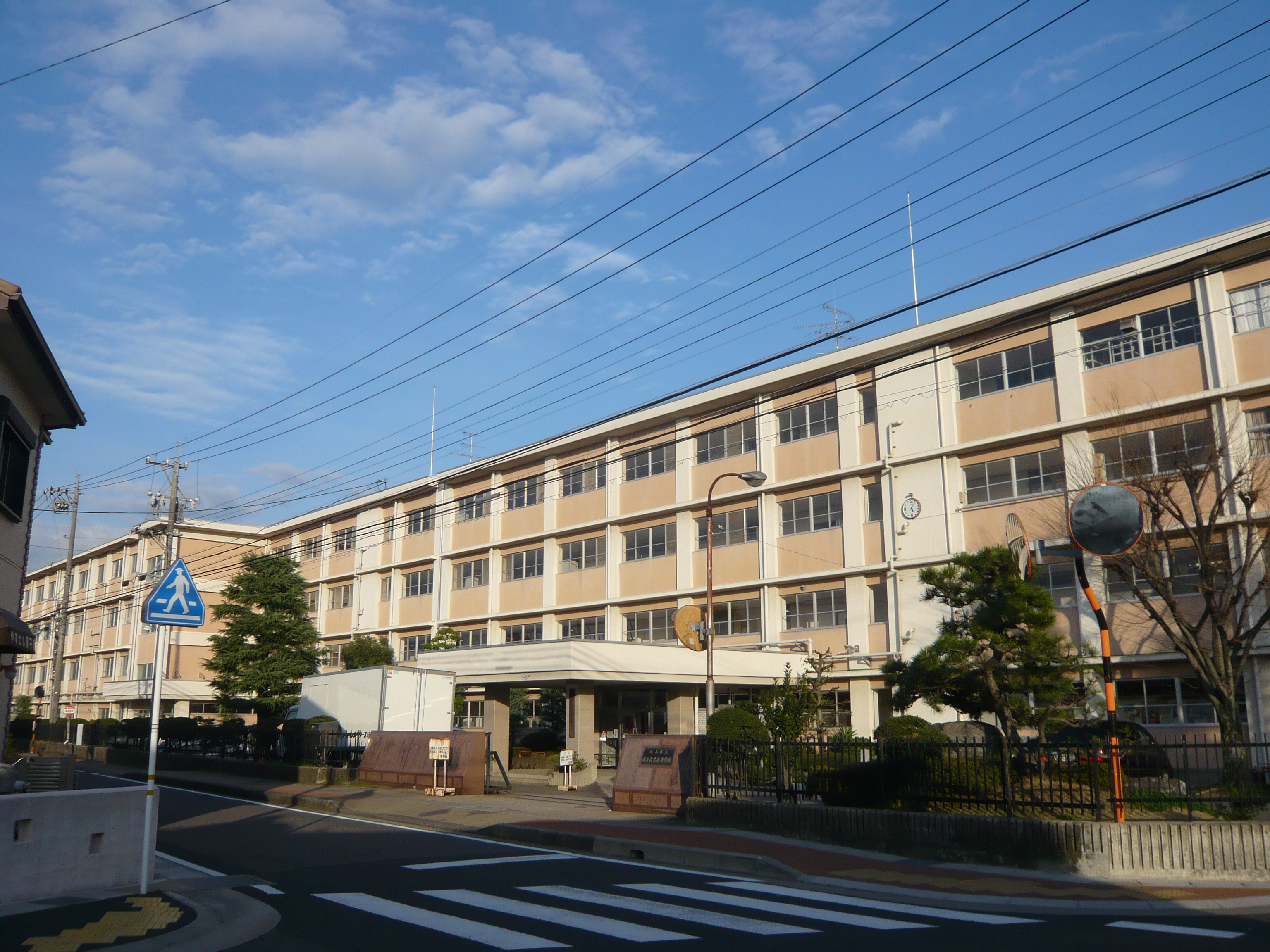
近景（2014年（平成26年）4月）

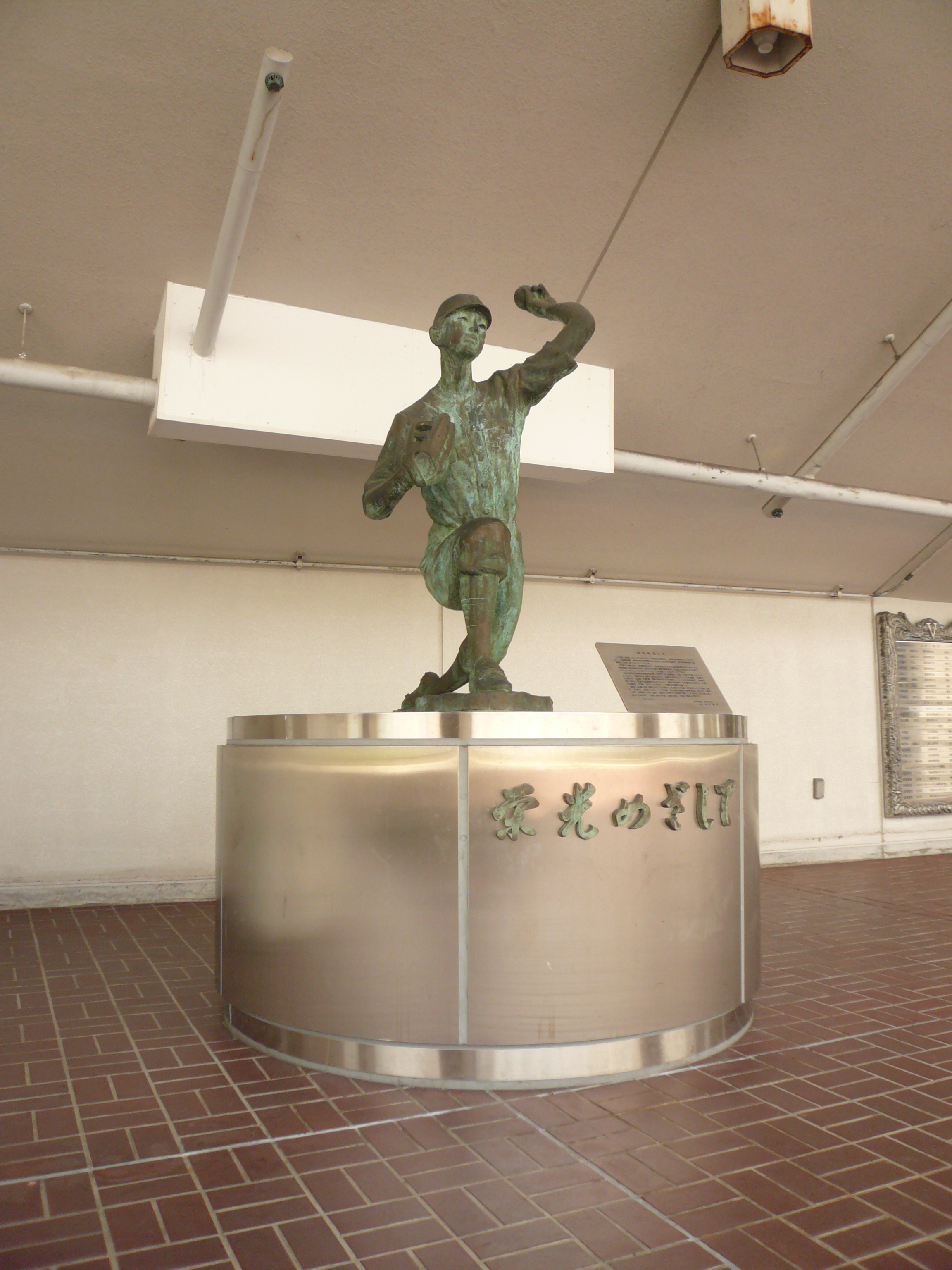
松井栄造像
長良川球場

岐阜県立岐阜商業高等学校（ぎふけんりつぎふしょうぎょうこうとうがっこう）は、岐阜県岐阜市則武新屋敷に所在する公立商業高等学校。
全国的には「県岐阜商」と略されることが多く、地元では「県岐商（けんぎしょう）」の通称で呼ばれる。これは同名の岐阜市立岐阜商業高等学校があるためであり、また地元で単に「岐阜商業」というと、設立の古い当校を指すことが多い。
西隣には岐阜県立岐阜北高等学校がある。東隣には岐阜市立伊奈波中学校があったが2012年（平成24年）に統廃合により閉校し、岐阜県立岐阜希望が丘特別支援学校が移転してきた。

## 学校概要
- 設立：1904年（明治37年）
- 学科・類型
  - 流通ビジネス科（定員 平成24年度入学から：160人、17年度入学までと20年度入学から23年度入学まで：120人、18年度・19度入学：80人）
    - Marketing類型
    - Business類型
    - Management類型

  - ビジネス情報科（定員：80人）
    - システム開発類型
    - システム利用類型

  - 会計科（定員：80人）
    - ファイナンシャル会計類型
    - マネジメント会計類型

  - グローバルビジネス科（定員：40人）
- 所在地：岐阜市則武新屋敷1816-6
- 校訓：不撓不屈

## 沿革

### 岐阜市立岐阜商業学校
- 1904年 - 設立。校舎は岐阜市上加納山。
- 1944年 - 1・2学年より工業学校に転換。
- 1945年 - 高等学校に転換（工業学校の1・2学年の一部を除く）。
- 1947年 - 工業学校廃止。

- 1948年 - 岐阜市立岐阜商業高等学校に改称。

### 岐阜市立女子商業学校
- 1935年 - 設立。校舎は白山尋常小学校の一部を使用。
- 1940年 - 本郷町7丁目に新築移転。
- 1945年 - 北野町へ移転するが、岐阜空襲で焼失。金華国民学校の一部を仮校舎とする。
- 1946年 - 則武に新築移転。
- 1948年 - 岐阜市立女子商業高等学校に改称。

### 統合・廃止
- 1948年 - 岐阜市立岐阜商業高等学校と岐阜市立女子商業高等学校を統合し、校名は岐阜市立岐阜商業高等学校とする。
- 1949年 - 高校三原則により岐阜市立岐阜商業高等学校を廃止し、生徒を長良高等学校、岐阜高等学校、加納高等学校商業課程に配置する。

### 岐阜県立岐阜商業高等学校
- 1951年 - 長良高等学校、岐阜高等学校、加納高等学校商業課程で募集した生徒を編入し、岐阜県立岐阜商業高等学校開校。校舎は野一色に設置。
- 1952年 - 現在地（当時の地名は則武新田。後に則武新屋敷に改称）に新築移転。
- 1955年 - 貿易科を新設する。
- 1963年 - 貿易科を廃止する。
- 1970年 - 経営科の募集を停止し、営業科、経理科、事務科を新設する。
- 1971年 - 情報処理科を新設する。
- 1991年 - 国際コミュニケーション科を新設する（日本ではじめて「国際」と付く学科として設置された）。
- 1999年 - 事務科の募集を停止し、情報処理科に統合する。
- 2001年 - 営業科の募集を停止し、流通ビジネス科に改編する。
- 2002年 - 経理科の募集を停止し、会計システム科に改編する。
- 2003年 - 文部科学省「目指せスペシャリスト事業」に指定される。
- 2007年 - 文部科学省「新時代に対応した高等学校教育改革推進事業」の研究指定を受ける。
- 2016年 - 「（株）GIFUSHO」設立。
- 2021年 - 会計システム科、情報処理科、国際コミュニケーション科の募集を停止し、それぞれ会計科、ビジネス情報科、グローバルビジネス科に改編する。

## 部活動
多くの部活動がインターハイ等に出場し、陸上競技部・水泳部・EDP部・簿記部・速記部・茶華道部などが全国優勝を果たしている。
硬式野球部は高校野球の甲子園大会で春3回優勝（第10回、第12回、第17回）、夏1回優勝（第22回）、国スポ2回優勝（第2回、64回）を果たしている。甲子園出場回数は、春30回、夏31回、春夏通算61回出場。甲子園通算勝利数91勝（春48勝、夏43勝）をあげているほか、国体優勝等、広く活躍している。
吹奏楽部は世界大会で最優秀賞を獲得している。国内では座奏において、30年以上連続で県大会金賞を獲得している。マーチングバンドでは全国大会・高等学校の部・中編成で金賞を受賞、2017年にカリフォルニア州パサデナで行われた正月恒例のローズ・パレードに出場した。
男子バレーボール部や女子バレーボール部は春の高校バレーや高校総体に出場している。また、女子バスケットボール部はウインターカップに出場経験がある。
2019年度、岐阜県競技力強化指定部に9部、岐阜県高等学校文化部活動振興指定部に3部が選出された。
部活動は全員加入必須である。応援部のみ兼部が可能である。
- 硬式野球部
- 軟式野球部
- テニス部
- ソフトテニス部
- サッカー部
- 陸上競技部
- 水泳部
- ハンドボール部
- バレーボール部
- バスケットボール部
- バドミントン部
- 卓球部
- 柔道部
- 剣道部
- 応援部
- 空手道部
- 珠算部
- 速記部
- ワープロ部
- EDP（Electronic Data Processing）部
- 簿記部
- LOB部
- 吹奏楽部
- 書道部
- 茶華道部
- 放送部
- 英会話部

## 進路状況
約8割が進学し、残りのおよそ2割が就職する。大学への進学は、AO入試・推薦入試によるものが大半を占める。会計科は中央大学商学部会計学科と高大連携プログラムによる提携を行っており、学生・教授間の交流が行われている他、中央大学経理研究所による指導が行われている。さらに同会計科卒業生は、優先的に中央大学会計学科のフレックスplus1コースに進学できる様になっている。
過去の国公立大学進学実績としては一橋大学、筑波大学、千葉大学、滋賀大学、広島大学、金沢大学、信州大学、富山大学、名古屋市立大学等がある。
また、過去の私立大学進学実績としては上記の中央大学のほか、明治大学、法政大学、立教大学、学習院大学、青山学院大学、日本大学、東海大学、駒澤大学、順天堂大学、山梨学院大学、同志社大学、立命館大学、関西学院大学、近畿大学、南山大学、愛知大学、愛知学院大学、愛知淑徳大学、中京大学、名城大学、朝日大学等がある。

## 著名な出身者

### 野球
- 加藤春雄
- 野村武史
- 国枝利通
- 大島信雄
- 高山泰夫
- 加藤政一
- 大平茂
- 坂井豊司
- 畑中時雄
- 武智文雄
- 樽井清一
- 栗木孝幸
- 木下育彦
- 田中照雄
- 田中和男
- 高木守道
- 千藤三樹男
- 前原博之
- 和田一浩
- 英智
- 石原慶幸
- 青木高広
- 黒瀬春樹
- 藤原正典
- 三上朋也
- 髙橋純平
- 髙木翔斗
- 松井栄造
- 加藤三郎
- 近藤清
- 鍛治舎巧（元同校監督）
- 藤田明宏（元同校監督）
- 諏訪俊彦（元同校監督）
- 蔵本雅由
- 佐々木泰

### 陸上競技
- 高橋尚子
- 青木沙弥佳
- 早田俊幸
- 大西一輝
- 大西智也
- 森知奈美
- 桐山智衣

### バドミントン
- 後藤愛

### バレーボール
- 朝日優衣
- 小西愛衣
- 杉郁香
- 堀迫雅

### 水泳
- 糸井統（同校教師）

### その他
- 山脇佳奈（体操選手）
- 松原梨恵（新体操選手）
- 小坂知子（競輪選手）
- 小見山幸治（政治家、公益財団法人国際人材交流支援機構理事長）
- 北川一雄（経済学者）
- 大野俊三（ジャズトランペッター）
- 岩間天嗣（俳優）
- 江崎普子（ミス・ユニバース日本代表）

## アクセス
路線バスは岐阜バスが運行している。以下の系統に乗車。
| 乗車駅およびターミナル | のりば・系統                                                           | 下車停留所                      |
| ---------------------- | ---------------------------------------------------------------------- | ------------------------------- |
| JR岐阜駅バスターミナル | 8番:C31/ C33/ C32                                                      | 「県岐商前」                    |
| JR岐阜駅バスターミナル | 8番:C45/ C46/C47/ C48/C49 9番:C70/ C71/C72（快速便） 11番:市内ループ線 | 「北高前」、東へ徒歩で約5分。   |
| JR岐阜駅バスターミナル | 10番:K35                                                               | 「早田栄町」、北へ徒歩で約5分。 |
| 神田町通りのりば       | 5番:K35                                                                | 「早田栄町」、北へ徒歩で約5分。 |
| 神田町通りのりば       | 5番:C70                                                                | 「北高前」、東へ徒歩で約5分。   |